# Daniel Silveira
Daniel Lucio da Silveira (Petrópolis, 25 de novembro de 1982) é um ex-político condenado por  ameaças ao Estado democrático de direito e incitação à violência contra ministros do Supremo Tribunal Federal (STF), brasileiro, ex-policial militar e ex-deputado federal pelo Rio de Janeiro.
Foi preso em 16 de fevereiro de 2021, após publicar um vídeo com injúrias e ameaças a ministros do Supremo Tribunal Federal (STF). Em abril de 2022, foi condenado pelo Supremo Tribunal Federal à pena de oito anos e nove meses de prisão e perda do mandato parlamentar pelos crimes de ameaça ao estado democrático de direito e de coação no curso do processo. O então presidente da República Jair Bolsonaro concedeu a Silveira, por meio de um decreto, a graça constitucional com o propósito de afastar os efeitos penais da condenação. A Justiça Eleitoral, entretanto, manteve Silveira inelegível.
Em 2 de fevereiro de 2023, um dia após o término do mandato de deputado federal, foi preso novamente por ordem do STF, em razão do descumprimento de diversas medidas cautelares. No mesmo dia, a Revista Veja publicou uma reportagem na qual o senador da República Marcos do Val expôs um plano de Silveira junto a Jair Bolsonaro de articular um golpe de Estado após a derrota do ex-presidente nas eleições de 2022, posteriormente Do Val admitiu que inventou o suposto golpe de Estado atribuído a Silveira para afastar o ministro Alexandre de Moraes de uma investigação que ele realizava contra o ex-presidente. Em maio do mesmo ano, o STF anulou o perdão da pena concedido por Bolsonaro, julgando-o inconstitucional.

## Biografia e trajetória política
Nascido em Petrópolis, Daniel Silveira foi cobrador de ônibus entre 23 de dezembro de 2006 e 17 de janeiro de 2007. Nesse trabalho, chegou a apresentar atestados falsos para justificar faltas ao expediente, sendo processado por isso. Pouco tempo depois, prestou concurso para Polícia Militar do Estado do Rio de Janeiro, tendo sido reprovado devido ao processo por falsidade. Em 2012 foi incorporado plenamente após recorrer na Justiça. Em 2016 o processo prescreveu e foi encerrado. Integrou a corporação entre 2012 e 2018. Enquanto era policial, período em que recebeu sessenta sanções disciplinares, declarou durante uma manifestação contra Jair Bolsonaro, que torcia para que um dos manifestantes contrários ao então candidato "tomasse um tiro no meio da caixa do peito". Na sua ficha policial, consta que Daniel tinha "mau comportamento", ficou 26 dias preso e 54 detido, além de receber 14 repreensões e duas advertências, sendo considerado inadequado para o serviço policial militar, segundo boletim da polícia. Durante o período que foi policial, cursou direito na Universidade Estácio de Sá, concluindo o curso em 2019. É também professor de muay thai e defesa pessoal.
Foi eleito nas eleições de 2018 como deputado federal pelo Rio de Janeiro para a 56ª legislatura da Câmara dos Deputados, através do Partido Social Liberal (PSL), com 31.789 votos (0,41% dos válidos).
O político ficou conhecido porque, antes das eleições de 2018, viralizou nas redes sociais um vídeo seu ao lado do deputado estadual eleito pelo Rio de Janeiro, Rodrigo Amorim, em que ambos os então candidatos quebravam uma placa que homenageava Marielle Franco, vereadora assassinada em 14 de março de 2018 na capital fluminense. Em sua defesa, Silveira alegou que a placa fora retirada pois cobria a sinalização da praça Floriano Peixoto e para transmitir um recado aos agentes militantes de que estes não tomariam território de forma ostensiva e pela via de vandalismos.
Dentre as principais votações no Congresso, Daniel votou a favor nas seguintes pautas: MP 867 (que segundo ambientalistas alteraria o Código Florestal anistiando desmatadores); MP 910 (conhecida como MP da Grilagem); PL 3723 que regulamenta a prática de atiradores e caçadores; Novo Marco Legal do Saneamento; anistia da dívida das igrejas; "Pacote Anti-crime" de Sergio Moro; PEC da Reforma da Previdência; congelamento de salário de servidores públicos (2020) e a convocação de uma Convenção Interamericana contra o Racismo.
Daniel votou contra nas seguintes pautas: que os responsáveis por rompimento de barragens sejam criminalizados; que os professores estivessem fora das regras da nova Reforma da Previdência; aumento do Fundo Partidário e a possibilidade de alteração ou diminuição do Fundo Eleitoral. Na regulamentação do novo FUNDEB, Daniel esteve ausente na primeira votação e na segunda votou contra que a destinação fosse apenas para o ensino público.
Em fevereiro de 2021, após ter sua prisão decretada pelo Supremo Tribunal Federal e confirmada pela Câmara dos Deputados, Silveira deixou o PSL e ingressou no Partido Trabalhista Brasileiro (PTB), assinando sua ficha de filiação de dentro da prisão ao lado do presidente da sigla, Roberto Jefferson.

## Controvérsias

### Placa de Marielle Franco
Em 3 de outubro de 2018, às vesperas do 1º turno, Daniel Silveira junto com o então candidado a deputado estadual Rodrigo Amorim rasgaram uma placa não-oficial com o nome da ex-vereadora Marielle Franco, que havia sido assassinada sete meses antes. O episódio gerou imensa revolta, principalmente entre os grupos de esquerda. Como justificativa do ato, Silveira afirmou que se tratava de uma placa fake e não oficial, não podendo portanto ser usada para depredar o patrimônio público.

### Colégio Pedro II
Em novembro de 2018, Daniel Silveira fez uma inspeção no Colégio Pedro II, onde afirmou que iria trabalhar para acabar com qualquer "marxismo cultural existente nas escolas". Com tom intimidativo, Silveira ameaçou fazer uma auditoria nas escolas, sendo o Colégio Pedro II o primeiro da lista. As instituições que representam os funcionários das escolas públicas do Rio de Janeiro repudiaram a visita do deputado, que na época era recém eleito e nem havia tomado posse.
No dia 11 de outubro de 2019, Daniel Silveira voltou ao Colégio Pedro II, dessa vez com  Rodrigo Amorim para fazer uma inspeção para a "Cruzada pela Educação", que é empreendida pelos dois parlamentares. Oscar Halac, reitor da instituição, tentou impedir a entrada dos parlamentares, pois estes não possuíam autorização. Na ocasião, o reitor se pronunciou evidenciando sua indignação com o ocorrido, que demonstrou a falta de conhecimento dos dois parlamentares sobre as regras de entrada e saída da instituição, e questionou a atitude dos eleitos, que, em sua opinião, estariam preocupados apenas com interesses político-partidários. O reitor comunicou o evento à Polícia Federal, para analisar se houve abuso de autoridade por parte dos parlamentares. Rodrigo Amorim disse que a "Cruzada pela Educação" não tem "escopo ideológico" e alegou ter encontrado nos locais que visitou uma "forte doutrinação".
Em 1 de fevereiro de 2022, Silveira foi condenado a indenizar a diretora da escola em 20 mil reais mais os custos processuais. Silveira também foi obrigado a apagar o vídeo da visita à escola, com multa de 5 mil ao dia em caso de desobediência.

### Agressão de jornalista
Em outubro de 2019 foi registrado em vídeo Daniel Silveira discutindo com o jornalista Guga Noblat. Ele jogou o celular do jornalista no chão e disse:
| “ | Arremessei. E aí irmão? Te bati, babaca. Vai no STF e me processa. Tu é um babaca, rapaz. | ” |

A Associação Brasileira de Jornalismo Investigativo (ABRAJI) divulgou uma nota contra a ação do deputado, ressaltando que a ação de agressão contra o jornalista Guga Noblat não fora um caso isolado, referindo-se ao caso ocorrido no dia 20 de setembro de 2019, quando Daniel Silveira amplificou peças de desinformação sobre a revista AzMina, criticando virtualmente o trabalho das jornalistas que tocam o periódico. A ABRAJI manifestou solidariedade a Guga Noblat e condenou a ação de Daniel Silveira. A associação também incitou a Câmara dos Deputados a tomar providências para determinar se houve infração ao decoro parlamentar e para a aplicação das sanções cabíveis.

### PL sobre vítimas do Comunismo no Brasil
Em setembro de 2019, Daniel Silveira protocolou um Projeto de Lei (PL) que tinha o objetivo de instituir o Dia Nacional em Memória das Vítimas do Comunismo no Brasil. O deputado não citou os números de "genocídios" no país. Também sugeriu que deve ter campanhas para "conscientizar" os brasileiros da "ameaça comunista".
O cientista político Eduardo Grin, da Fundação Getúlio Vargas (FGV), chamou a proposta do deputado do PSL de "absurda" e desmentiu o político sobre fatos históricos relacionados ao comunismo.

### Ataques ao STF e TSE
Em novembro de 2019, após a decisão do Supremo Tribunal Federal (STF) vetar a prisão em segunda instância, Daniel Silveira publicou no Twitter: "Se precisar de um cabo, estou a (Sic) disposição". A postagem é uma referência a declaração de Eduardo Bolsonaro (PSL-SP), que disse em sua campanha política em 2018: "Se quiser fechar o STF, sabe o que você faz? Não manda nem um jipe. Manda um soldado e um cabo (…) Tira o poder da caneta da mão de um ministro do STF, o que ele é na rua?".
Segundo o levantamento do Aos Fatos de maio de 2020, Daniel Silveira e um grupo de sete deputados investigados no processo constitucional inquérito das fake news publicaram em média duas postagens por dia em rede social em um período de três meses, com desinformação ou mencionando o STF de forma crítica.
Em dezembro de 2020, o deputado voltou ameaçar o STF, e também o Tribunal Superior Eleitoral (TSE), ao defender o voto impresso: "O voto impresso vai acontecer ou então o STF e a Justiça Eleitoral não mais existirão porque a gente não vai permitir". O deputado chamou os ministros do STF de "marginais", e o presidente do TSE, Luís Roberto Barroso, de "moleque".

### Prisão
Em 16 de fevereiro de 2021, Daniel Silveira foi preso pela Polícia Federal após divulgar um vídeo contendo apologia ao AI-5 e ofensas e ameaças contra ministros do Supremo Tribunal Federal (STF). A ordem de prisão foi expedida pelo ministro Alexandre de Moraes. No dia seguinte, o plenário do STF decidiu, por 11 votos a zero, manter o parlamentar preso.
No dia 19 de fevereiro, a Câmara dos Deputados manteve a prisão de Silveira por 364 votos contra 130.

### Ação penal por crimes previstos no Código Penal e na Lei de Segurança Nacional
Em 17 de fevereiro de 2021, Silveira foi denunciado pela Procuradoria-Geral da República em razão dos ataques ao Supremo Tribunal Federal e ameaças a ministros daquela corte. O STF recebeu a denúncia em 28 de abril de 2021, tornando Silveira réu em ação penal.
Em 14 de março de 2021, a prisão preventiva foi substituída por prisão domiciliar com monitoramento eletrônico pelo ministro Alexandre de Moraes, relator da ação penal. Porém, em 24 de junho foi preso novamente por motivo de repetidas violações ao monitoramento eletrônico, sendo a prisão revogada em novembro do mesmo ano.

### Desdobramentos da denúncia pela PGR e reações na Câmara dos Deputados
Em 29 de março de 2022, Silveira fez um discurso na Câmara e decidiu confrontar a decisão de Alexandre de Moraes obrigando-o a usar tornozeleira eletrônica, finalizando suas declarações em entrevistas posteriores com a frase: "quero ver até onde vai a petulância dele".
Em consequência, houve reações de ambas as partes da discussão: dos que afirmam que o deputado quer se fazer de vítima, e dos que querem que o Presidente da Câmara paute a imposição do uso de tornozeleira eletrônica para o Deputado eleito em ano eleitoral.
Em 30 de março de 2022, o Presidente da Câmara, Arthur Lira, emitiu nota sobre o assunto, afirmando que: "a Casa é inviolável" e defendeu que o plenário do Supremo Tribunal Federal (STF) analise os pedidos do deputado.
Depois de mais uma decisão controversa de Alexandre de Moraes interditando contas bancárias e estabelecendo multa diária de R$ 15 mil, além de instaurar mais um inquérito contra o deputado, desta vez por "desobediência", como a decisão de Moraes, contestada pelo Ministro Nunes Marques, impede o justo sustento de Silveira, este, sem alternativa, acabou cedendo e a tornozeleira foi instalada em 31 de março de 2022. A justificativa apresentada por Alexandre de Moraes foi de que "o réu mantém o seu total desrespeito ao Poder Judiciário, notadamente por meio da perpetuação dos ataques".
Em 11 de abril de 2022, a defesa de Silveira ingressou com um pedido de suspeição de nove dos onze integrantes da Suprema Corte. O pedido foi feito após a decisão da Corte que confirmou a abertura de mais um inquérito contra o deputado, desta vez por "desobediência".

### Condenação pelo Supremo Tribunal Federal
Em 20 de abril de 2022, Daniel Silveira foi condenado pelo STF a oito anos e nove meses de prisão em regime fechado, perda de mandato, suspensão dos direitos políticos e uma multa de R$ 212 mil, por conta de atos antidemocráticos contra ministros da corte.
O plenário do STF decidiu pela condenação com oito ministros do tribunal acompanhando o voto proferido pelo ministro Alexandre de Moraes, totalizando assim 9 votos. O único ministro que votou contra a prisão foi Nunes Marques. Já o ministro André Mendonça apresentou um voto que divergia de Nunes Marques e Moraes, propondo uma condenação mais branda, sendo a favor da prisão por dois anos e quatro meses em regime aberto. Eduardo Bolsonaro foi assistir ao julgamento, mas teve entrada barrada por medidas sanitárias.
Além da prisão, Daniel Silveira foi sentenciado a perder o cargo de deputado federal e os direitos políticos. Todavia, a prisão só ocorreria após o esgotamento dos recursos. Já a perda do mandato dependerá da Câmera dos Deputados.
Em seu relato condenatório, o ministro Alexandre de Moraes fez as seguintes afirmações: "a Constituição garante liberdade de expressão com responsabilidade" ... "A Constituição não garante liberdade de expressão como escudo protetivo para prática de atividades ilícitas, para discurso de ódio, para discurso contra a democracia, para discurso contra as instituições. Esse é o limite do exercício deturpado de liberdade inexistente de expressão".
Aliados de Daniel Silveira dizem que houve erro na estratégia de defesa, que ofendeu o STF.

### Perdão da pena
No dia seguinte à condenação pelo STF, o Presidente Jair Bolsonaro publicou um decreto concedendo a graça constitucional a Daniel Silveira, perdoando os crimes pelos quais ele fora condenado. Juristas criticaram o decreto, questionando-o por ter sido publicado antes do trânsito em julgado do processo contra Silveira, e afirmando que ele caracterizaria um desvio de finalidade, devido à existência de razões políticas e pessoais por trás da concessão da graça, desrespeitando as razões para o uso do instrumento previstas na Constituição. Também foi questionado se o instituto da graça abrangeria os efeitos secundários da pena, como a perda dos direitos políticos e a consequente inelegibilidade de Silveira. Políticos da oposição atacaram o decreto e afirmaram que irão apresentar ações judiciais buscando a anulação do perdão da pena, enquanto outros elogiaram a decisão de Bolsonaro.
No dia 21 de abril, Michel Temer publicou nota pedindo para Bolsonaro revogar o decreto até que o processo transitasse pelo "julgamento ideal" para evitar uma crise institucional entre os poderes. Bolsonaro respondeu pelo Twitter que não. Carla Zambelli criou um projeto de lei para anistiar Daniel Silveira. O PL foi baseado na lei 6.683/1979, assinada por João Figueiredo, o último presidente da ditadura militar. Mais de 50 deputados assinaram, incluindo Marco Feliciano e Bia Kicis. No dia 22, o PDT, Solidariedade, Cidadania e o senador Renan Calheiros entraram com uma arguição de descumprimento de preceito fundamental no STF contra a graça institucional. No dia 24, o ex-ministro do STF Marco Aurélio Mello disse em entrevista para a CNN que Bolsonaro não cometeu crime de responsabilidade com a anistia. No dia 25, Bolsonaro se manifestou dizendo que o decreto é constitucional e será cumprido. A ministra do STF Rosa Weber deu um prazo de dez dias para Bolsonaro explicar o indulto. O ministro do STF André Mendonça passou a dialogar com a bancada evangélica em busca de uma solução.
No dia 27 de abril, Daniel Silveira tomou posse como membro titular da Comissão de Constituição e Justiça e foi eleito vice-presidente da Comissão de Segurança Pública e Combate ao Crime Organizado. Tábata Amaral publicou um vídeo de Silveira no colegiado, chamando sua presença de escárnio.
No dia 3 de maio, Alexandre de Moraes determinou a paralisação de R$ 405 mil das contas ligadas a Daniel Silveira, resultado da soma da multa diária de R$ 15 mil por desrespeito às medidas restritivas. A tornozeleira de Daniel não emite sinais por falta de carga, e foi determinado que ele troque o equipamento. Também, Arthur Lira foi notificado que 35% do salário do réu fosse destinado ao pagamento do valor. Seus apoiadores criaram uma vaquinha online para juntar o valor. O STF bloqueou até o dia 6 de maio R$ 18 mil, sendo a maior parte de um fundo de investimento da BTG do valor de R$ 10,8 mil. Até então, Daniel Silveira descumpriu as medidas cautelares 27 vezes. No dia 20 de maio, Moraes determinou o bloqueio de todos os bens móveis e imóveis de Silveira, visando garantir o pagamento das multas decorrentes do descumprimento das restrições.
No dia 10 de maio de 2023, o Supremo Tribunal Federal julgou ações ajuizadas por partidos políticos que questionaram a legalidade do perdão da pena concedido a Silveira por Jair Bolsonaro. O tribunal, por maioria, considerou o ato como inconstitucional em razão de desvio de finalidade. A relatora, ministra Rosa Weber, entendeu que "o presidente da República, utilizando-se da competência a ele atribuída (...), ou seja, agindo aparentemente em conformidade com as regras do jogo constitucional, editou decreto de indulto individual absolutamente desconectado do interesse público". Apenas os ministros Nunes Marques e André Mendonça, ambos indicados ao STF por Bolsonaro, divergiram da relatora e votaram pela manutenção da graça constitucional.

### Nova prisão e suposto plano de golpe de Estado
No dia 2 de fevereiro de 2023, um dia após o término do mandato como deputado federal, Silveira foi novamente preso por determinação do Supremo Tribunal Federal (STF), devido ao descumprimento de diversas medidas cautelares, incluindo o uso de tornozeleira eletrônica, a qual ele havia danificado. Ao cumprir o mandado de prisão, a Polícia Federal também apreendeu cerca de 270 mil reais em espécie na casa do ex-deputado.
No mesmo dia, o senador Marcos do Val (Podemos) declarou, em entrevista à imprensa, que teria sido procurado por Silveira em dezembro de 2022 para participar de uma tentativa de golpe de Estado a fim de manter no poder o então presidente Jair Bolsonaro, que não conseguiu se reeleger nas eleições de 2022. Marcos do Val afirmou que, durante uma reunião na qual estava presente o próprio Bolsonaro, Silveira propôs um plano para gravar ilegalmente uma conversa com o presidente do Tribunal Superior Eleitoral (TSE), ministro Alexandre de Moraes, na qual este deveria ser induzido pelo senador a dizer que teria cometido atos inconstitucionais na condução das eleições. O objetivo da gravação seria comprometer a Justiça Eleitoral e impedir a posse do presidente eleito Luiz Inácio Lula da Silva. Após a prisão, o PTB desfiliou Silveira do partido.
Em 20 de dezembro de 2024, o ministro do STF, Alexandre de Moraes, atendeu a uma manifestação da Procuradoria-geral da República (PGR) e concedeu liberdade condicional ao ex-deputado Daniel Silveira. Quatro dias depois ele voltou a ser preso pela PF por descumprir as medidas estabelecidas para sua liberdade condicional.

## Histórico eleitoral
| Ano  | Eleição                    | Partido | Cargo            | Votos     | %                 | Resultado  | Ref     |
| ---- | -------------------------- | ------- | ---------------- | --------- | ----------------- | ---------- | ------- |
| 2018 | Estadual do Rio de Janeiro | PSL     | Deputado Federal | 31.789    | 0,41%             | Eleito     | [ 24 ]  |
| 2022 | Estadual do Rio de Janeiro | PTB     | Senador          | 1.566.352 | 19,18% (3º Lugar) | Não Eleito | [ 113 ] |